# Der Heiland auf dem Eiland
Der Heiland auf dem Eiland ("Il redentore sull'isola") è una serie televisiva tedesca creata da Rainer Kaufmann e Peter Körting e prodotta dal 2004 al 2006 da UFA Fernsehproduktion GmbH. Protagonisti della serie sono Jürgen von der Lippe e Frank Leo Schröder; altri interpreti sono Rainer Basedow, Astrid Kohrs, Uwe Rohde, Patricia Moresco, ecc.
La serie, trasmessa da RTL Television, si compone di due stagioni, per un totale di 14 episodi (6 per la prima stagione e 8 per la seconda), della durata di 25 minuti ciascuno. Il primo episodio, intitolato Kabeljautest, fu trasmesso in prima visione il 28 gennaio 2004

## Trama
Protagonista delle vicende è Padre Karl-Heinz Erdmann, un prete cattolico, che per punizione viene trasferito dal vescovo Schlesinger a Soonderney, un'isola sul Mare del Nord. Sull'isola si troverà spesso in posizione di contrasto rispetto al sindaco Frieder Fredericksen.

## Episodi
| Stagione         | Puntate | Prima TV Germania | Prima TV Italia |
| ---------------- | ------- | ----------------- | --------------- |
| Prima stagione   | 6       | 2004              |                 |
| Seconda stagione | 8       |                   |                 |